# Semana Santa en La Orotava
La Semana Santa de la Villa de La Orotava es uno de los acontecimientos religiosos más importantes de la localidad. Una cadena de fervores y evocaciones que recogen de forma mística y ensimismada la celebración de la Muerte y Resurrección de Cristo, una tradición que forma parte de la religiosidad y cultura orotavense.

## Historia
Finalizada la conquista de Tenerife, parte de los conquistadores, entre los que destaca Bartolomé Benítez de Lugo, se asientan en el Valle de La Orotava, dando lugar a la formación de La Orotava. En dicho lugar se construyó en el año 1498 una ermita dedicada a la Inmaculada Concepción, gracias a la protección del obispo Fray Diego de Muros. La feligresía aumentaba rápidamente en número, haciéndose diversas ampliaciones en varias ocasiones, a la vez que aumentaba su patrimonio. Ya en 1503 se crea la Hermandad Sacramental, siendo la primera de la Villa. Más tarde, el 11 de junio de 1560, en el Hospital de la Santísima Trinidad se funda la Cofradía de la Santa Vera Cruz y Misericordia. Poco a poco se va creando el patrimonio artístico orotavense. Es durante esta época cuando comienza la Contrarreforma. La representación de la Pasión, a través de la imaginería local, sirve de catequesis a una población en parte analfabeta.
Las procesiones comienzan a coger protagonismo, y sobre todo con la llegada en 1689 del Santísimo Cristo atado a la Columna, obra del escultor hispalense Pedro Roldán. La devoción popular servirá de consolidación a esta tradición.
En el siglo XVII y XVIII, La Orotava se eleva como referente social y cultural de Tenerife, sobre todo tras recibir el privilegio de Villa exenta en 1648. Las numerosas órdenes monásticas asentadas en la Villa tenían gran protagonismo durante la Semana Santa, destacando el Convento de San Lorenzo Mártir, fundado en 1519 por Bartolomé Benítez de Lugo y denominado por Viera y Clavijo como "El Escorial de Canarias", perdido en el pavoroso incendio de 1801. De él partían cada Semana Santa numerosos pasos, como el de La Oración en el Huerto o la procesión del Santo Entierro.
El siglo XIX se inicia con la destrucción de este cenobio franciscano, que fue reconstruido por la Venerable Orden Tercera y la Cofradía del Carmen, ambas con sede en dicho convento. A pesar de este incidente, se pudieron salvar de las llamas numerosas imágenes, como Nuestra Señora de la Caridad (anterior a 1639), el Stmo. Cristo Difunto o el Señor del Huerto, entre otros. Sin embargo, las nuevas ideas ilustradas trajeron consigo una reforma estatuaria. Hecho que destaca, sobre todo, en la Parroquia Matriz de La Concepción, donde intervinieron en esta labor los destacados imagineros José Luján Pérez y Fernando Estévez de Salas. De este último, sobresale el Santísimo Cristo del Calvario, venerada imagen tallada en 1814 que posee una de las hermandades más numerosas de la Semana Santa villera.

## Hermandades y cofradías
- Hermandad Sacramental de la Parroquia Matriz de Nuestra Señora de la Concepción (1503)
- Hermandad Sacramental de la Parroquia de San Juan Bautista (1681)
- Venerable Cofradía de la Santa Vera Cruz y Misericordia (1560) - (1981)
- Real y Venerable Cofradía de Nuestro Padre Jesús Nazareno (1667) - (1871)
- Venerable Esclavitud del Santísimo Cristo a la Columna (1758)
- Real y Venerable Hermandad de Misericordia del Calvario (1864)
- Cofradía de Damas de Virgen de Gloria (1954)
- Franciscana y Venerable Hermandad del Santísimo Cristo del Huerto (1982)
- Hermandad del Santísimo Cristo de la Humildad y Paciencia y Santísima Virgen de los Dolores (1989)
- Hermandad y Cofradía del Santísimo Cristo del Perdón y Nuestra Señora de Gracia (1991)
- Venerable Hermandad del Santo Entierro (1992)
- Venerable Cofradía de Penitencia de Nuestro Padre Jesús del Despojo (2004)

## Procesiones

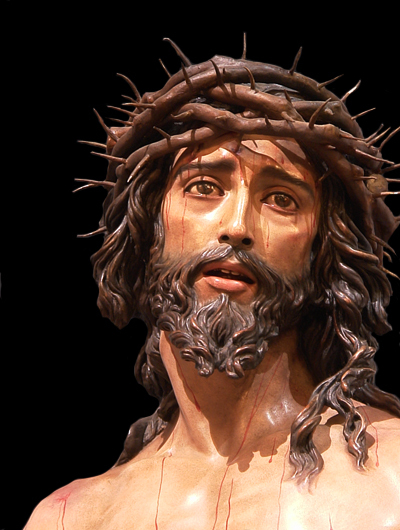
Santísimo Cristo de la Salud

### Cuaresma
- Viernes anterior al Domingo de Pasión

Desde el templo Matriz procesiona el Cristo del Cementerio en Vía crucis hasta el Cementerio Municipal, entre la penumbra de las calles orotavenses, acompañado a la luz de las velas de la feligresía villera.
- Sábado anterior al Domingo de Pasión

Procesión del Santísimo Cristo de la Salud, obra del escultor cordobés Francisco Romero Zafra realizada en 1998, que parte desde la Parroquia de San Juan Bautista. Esta reciente imagen sustituye a la anterior, obra de Lázaro González de Ocampo, que pertenecía al convento clariso de San José y que tras la desamortización se encuentra en la parroquial de Arona.
- Domingo de Pasión

Desde la iglesia del ex-convento agustino sale en procesión la imagen del Santísimo Cristo del Perdón, talla del siglo XVII atribuida al escultor Gabriel de la Mata. En ella se refleja la imagen de cristo viéndonos a nosotros salvados de la muerte. Ella recorre las calles de la villa de la Orotava pasando por el Templo Matriz de la Concepción y finalizando en la iglesia de San Agustín.
- Viernes de Dolores

De nuevo, desde la Iglesia de San Agustín procesiona alrededor de la plaza de La Constitución la imagen anónima de Nuestra Señora de los Dolores, una talla de candelero del siglo XVII. Sus cultos siempre han estado vinculados al Viernes de Dolores, concurriendo a ellos numerosas mujeres de la Villa. Llegó a tener una hermandad propia, exclusivamente femenina, hasta que en 1989 se unió a la Hermandad del Santísimo Cristo de la Humildad y Paciencia. Antes de que salga la Virgen de los Dolores,se realiza un quinario (5 días antes) muy importante para los orotavenses.
- Sábado de Pasión

El sábado anterior al Domingo de Ramos sale en procesión desde la Parroquia de Santo Domingo el Paso de Nuestro Padre Jesús del Despojo, talla realizada por Pablo Torres en 1999. La cual cuenta con 4 tallas, es de los pocos tronos que son cargados por 5 hombres por delante y otros 5 por detrás.

### Domingo de Ramos

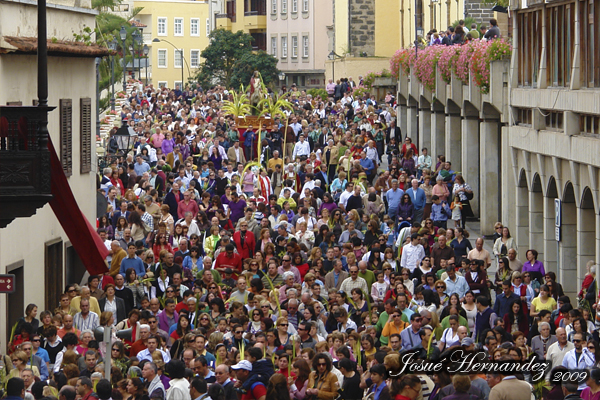
Entrada Triunfal de Jesús en Jerusalén, a su paso por la Carrera del escultor Fernando Estévez

- Entrada Triunfal de Jesús en Jerusalén

Desde el pórtico del colegio salesiano procesiona entre cantos y palmas la imagen del Señor del Burrito, una talla procedente de los talleres de Olot realizada en 1957, que se encuentra en la Iglesia de María Auxiliadora. La imagen asciende por la calle Calvario, siguiendo por la Carrera del Escultor Fernando Estévez e Inocencio García hasta su llegada a la Parroquia Matriz, donde se realiza la Solemne Eucaristía del Domingo de Ramos. Los niños tienen principal protagonismo en esta procesión. Hace unos años existía la Hermandad de la Borriquita, formada por niños que acompañaban con palmas a la imagen por su trayecto.
- La Conversión de la Magdalena

Una vez finalizada la Eucaristía, desde el Templo Matriz salen dos imágenes en procesión: La Magdalena Penitente, obra del escultor grancanario José Luján Pérez y el Señor Predicador, realizado en 1667 por Blas García Ravelo, discípulo de Martín de Andújar. Esta paso procesional pertenecía al templo del convento dominico de San Benito (actual Parroquia de Santo Domingo), pasando a formar parte de los bienes de la Parroquia Matriz tras la desamortización de Mendizábal de 1835.

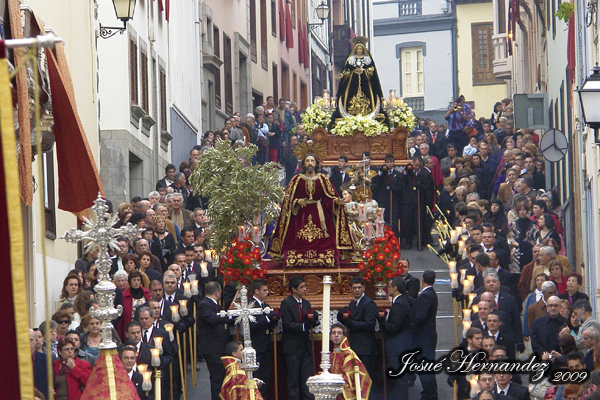
Santísimo Cristo del Huerto en la tarde del Domingo de Ramos

- La Oración en el Huerto de Getsemaní

El protagonismo de la tarde del Domingo de Ramos recae en la Iglesia de San Francisco de Asís. Desde allí parten en procesión para hacer estación en la Parroquia Matriz el paso del Santísimo Cristo del Huerto, acompañado de Nuestra Señora de la Soledad. Las imágenes se salvaron de la destrucción, cuando las llamas devoraron en la madrugada del 20 de abril de 1801 el Convento de San Lorenzo y su suntuosa iglesia, inaugurada el 24 de abril de 1783. El Santísimo Cristo es una talla anónima de 1639, de procedencia castellana. En cambio, el apostolado se atribuye al santacrucero Sebastían Fernández. El conjunto fue restaurado y reformado por Nicolás Perdigón Oramas en 1880.
Respecto a la bella imagen de candelero de Nuestra Señora de los Dolores, cabe destacar que se trata de la antigua Soledad de la Villa de La Orotava, procendete del desaparecido cenobio franciscano. La imagen, anterior a 1639, era la titular de la Cofradía de Nuestra Señora de la Soledad (hoy desaparecida). Sin embargo, tras la desamortización de 1835, la imagen fue llevada a la Parroquia de Nuestra Señora de la Concepción, donde al existir una imagen de la misma advocación, fue relegada al olvido. El organista de la Concepción, Telesforo García Rodríguez, devolvió la imagen a la Iglesia de San Francisco, donde desde entonces forma parte del Calvario de dicha iglesia. La Hermandad del Stmo. Cristo del Huerto la incorpora al cortejo procesional en 1991 y desde entonces acompaña al Stmo. Cristo por las adoquinadas calles del Casco Histórico.

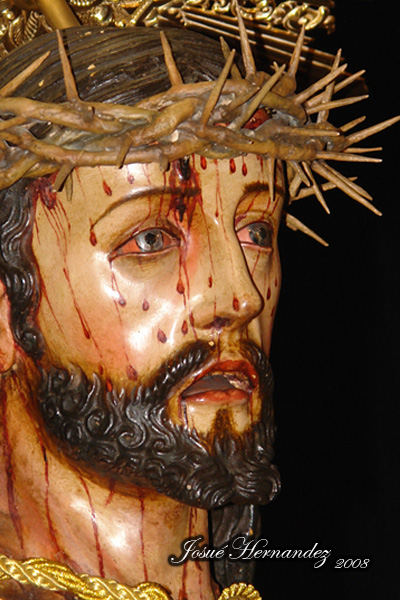
Santísimo Cristo de la Cañita

### Lunes Santo
- Santísimo Cristo de la Cañita

Al caer la noche, los orotavenses se dirigen a la "Villa de arriba" para ver salir al Señor de la Cañita desde la Parroquia de San Juan. La imagen, anónima, es procedente del convento agustino de Nuestra Señora de Gracia, donada en 1681 por Pedro Gil del Hoyo. Antiguamente procesionaba en la madrugada del Viernes Santo, junto a la Virgen y San Juan, entre la procesión del Cristo a la Columna y el Encuentro, y posteriormente, en la mañana del Martes Santo. Llegó a tener cofradía propia, también procesionaba con San Juan y la Magdalena hasta 1954. Ha sido, para la historia de nuestra Semana Santa, un Cristo trashumante. En la actualidad el cortejo es organizado por las cofradías de la parroquia y el Señor de la Cañita procesiona en soledad por las calles villeras.

### Martes Santo
- Las Lágrimas de San Pedro

La procesión del Señor Preso es una de las más antiguas de la parroquia, perteneciendo la imagen titular al antiguo templo.
En el primer trono va la imagen de San Pedro Penitente, obra atribuida al Sebastián Fernández Méndez "El Joven", una imagen de candelero arrodillada y acompañada de un gallo. Detrás va el Señor Preso, una talla anónima de candelero, que se atribuye tanto a Francisco Alonso de la Raya como a Blas García Ravelo, ambos discípulos de Martín de Andújar, y realizado en la década de 1660. Carece de una hermandad propia, acompañando la procesión la hermandad sacramental de la parroquia y la cofradía de la Vera Cruz y Misericordia.

### Miércoles Santo
- Santísimo Cristo de la Humildad y Paciencia

El Miércoles Santo tiene como especial protagonista al Santísimo Cristo de la Humildad y Paciencia, que procesiona junto a la imagen de Nuestra Señora de los Dolores (la misma que el Viernes de Dolores), desde la iglesia de San Agustín. El Cristo, anónimo del siglo XVII, fue donado al convento agustino por el regidor Nicolás Ventura de Valcárcel y Lugo y representa una iconografía muy típica en las islas, posiblemente de origen flamenco. La imagen esta atribuida tanto a Francisco Alonso de la Raya como a Blas García Ravelo. En su tiempo esta advocación hizo furor en la feligresía insular.

### Jueves Santo
- Los Monumentos

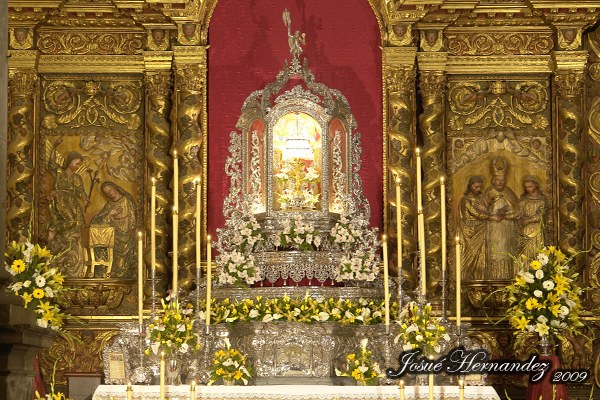
Monumento de la Parroquia de Nuestra Señora de la Concepción

El Jueves Santo es el día más grande de la Semana Santa orotavense, el día en que se hermanan ritos contradictorios de penas y alegrías.
En La Orotava destacan durante esta jornada los "Monumentos", una forma solemne de exaltación eucarística, que responden a la antiquísima tradición que desde la tardenoche del Jueves Santo y hasta la media tarde del día siguiente, los cristianos oran durante las horas que duró la agonía de Jesús. La Villa de La Orotava y la ciudad de San Cristóbal de La Laguna destacan por la monumentalidad de estos "altares de reserva", que "parecen palacios indianos enriquecidos por legendarios tesoros incaicos". Las parroquias e iglesias de la Villa utilizan sus andas de Corpus, baldaquinos de Vírgenes, decoraciones, orfebrería, etc. para realizarlos. La visita de los monumentos es algo tradicional en la madrugada, que están repartidos entre las diferentes iglesias del Casco Histórico. Los templos que realizan monumentos son:
Casco Histórico
- Parroquia Matriz de Nuestra Señora de la Concepción
- Parroquia de San Juan Bautista del Farrobo
- Parroquia de Santo Domingo de Guzmán
- Iglesia de San Francisco de Asís - Hospital de la Santísima Trinidad
- Iglesia del Convento de Nuestra Señora de Candelaria (Hermanas de la Cruz)
- Iglesia de María Auxiliadora (Padres Salesianos)
- Capilla de Nuestra Señora de la Medalla Milagrosa (Hijas de la Caridad)
- Capilla del Hogar de Nuestra Señora de los Ángeles (Hermanas de Marta y María)
- Capilla de María de Nazaret (Hermanos de la Divina Providencia)

Barrios
- Parroquia de Nuestra Señora del Rosario (La Perdoma)
- Parroquia de Nuestra Señora del Carmen (Barranco de La Arena)
- Parroquia de San Diego de Alcalá (El Rincón)
- Parroquia de San Antonio María Claret (San Antonio)
- Parroquia de San Antonio Abad (La Florida)
- Parroquia de Nuestra Señora de La Luz (La Luz)
- El Mandato

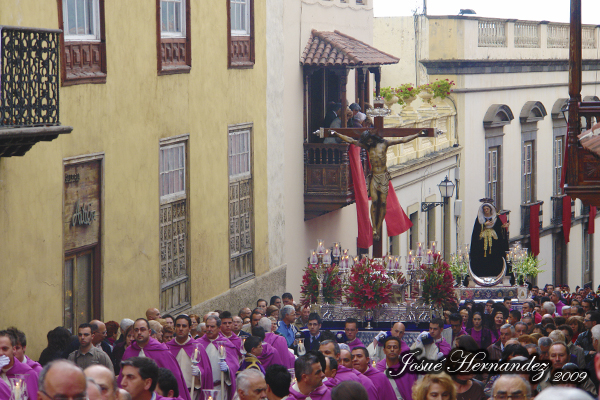
Procesión de El Mandato por la Carrera del escultor Fernando Estévez

Tras la Solemne celebración de la Cena del Señor, sale desde la Parroquia Matriz de Nuestra Señora de la Concepción la suntuosa procesión del Mandato. El cortejo procesional, organizado por la Cofradía de la Vera Cruz, está formado por cuatro bellas imágenes: La primera es Santa María Magdalena, incorporada a esta procesión en el siglo XX, es la misma que procesiona junto al Cristo Predicador en la procesión del Domingo de Ramos. Ambas pertenecían al extinguido convento dominico y llegaron al Templo Matriz en 1836, tras la desamortización. Le sigue la esfigie de San Juan Evangelista, una talla de José Luján Pérez realizada en 1799 para la Cofradía de la Vera Cruz con el fin de sustituir a la anterior imagen. Se trata de una obra única respecto al resto de imágenes lujanescas. Representa a un escritor solitario, que porta en su mano derecha una pluma de plata, y en la otra, un pergamino. Es una talla completa, de vivos colores, cuya policromía recayó en manos de Manuel Antonio de la Cruz, destacando, sobre todo, el trabajo de su barba.
La imagen central de la procesión es el Santísimo Cristo de la Misericordia, un crucificado realizado en 1585 por Rui Díaz de Argumedo. De composición similar al Santísimo Cristo de La Laguna, fue encargado por la Cofradía para sustituir a la anterior imagen titular, que se encontraba en el Hospital de la Santísima Trinidad. En la procesión luce una cruz de tea chapada en caoba, con perillas de plata como remate. Cierra el cortejo la bella imagen de Nuestra Señora de los Dolores, una talla de candelero realizada en 1798 por José Luján Pérez y reformada por Nicolás Perdigón Oramas a principios del siglo XX. La Dolorosa alterna cada año sus dos mantos de terciopelo negro, uno de ellos salpicado de estrellas de plata. Pero sobre todo, destaca su pectoral cruciforme, perteneciente al obispo D. Luis Folgueras y Sion, I obispo de Nivaria. El escudo de la Cofradía representa los tres clavos de Cristo, enmarcados en la corona de espinas. Sus cofrades visten una túnica blanca con fajín y capa de color violeta.
- Santísimo Cristo a la Columna

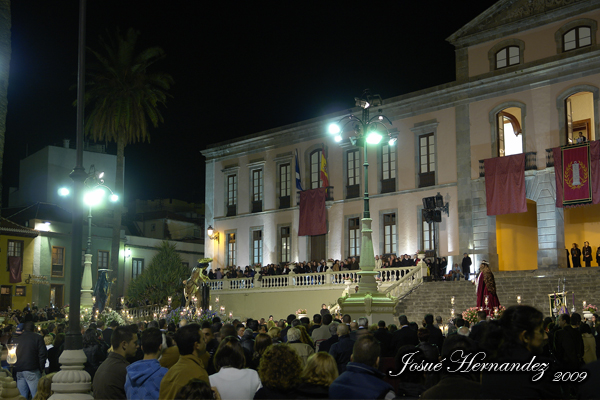
Entrada del Stmo. Cristo a la Columna a la Plaza del Ayuntamiento

No tiene La Orotava, como tantas otras ciudades españolas, una procesión de madrugada, pero cuenta, en la noche del Jueves Santo, con una manifestación de lujo: la procesión del Stmo. Cristo a la Columna. Una procesión que impresionó al viajero y arquitecto francés Adolphe Coquet en 1882, donde en Una Excursión a las Islas Canarias destacó "Los hombres llevan trajes oscuros en señal de duelo y las mujeres se envuelven en grandes velos negros". La procesión sale a las diez de la noche desde la parroquia de San Juan Bautista, y desciende por las calles escarpadas para entrar de forma solemne a la Plaza del Ayuntamiento, tal y como hacía antaño a la iglesia del desaparecido convento clariso de San José. Al igual que en la procesión de El Mandato, el cortejo procesional está formado por cuatro tronos, siendo la primera la imagen de Santa María Magadalena. Una bella talla de candelero del escultor José Luján Pérez, realizada después de 1801. Destaca su peluca de cabello natural, que cae en tirabuzones hasta la cintura. Le sigue la talla de San Juan Evangelista, conocido popularmente como "El Enamorado" por levantar la vista a los balcones donde se asomaban las jóvenes para ver pasar la procesiones de Semana Santa. Se trata de una obra del escultor Fernando Estévez, una talla completa realizada a tamaño natural, vestida con telas naturales, donde el escultor se centró, sobre todo, en la cabeza y los pies. Ambas imágenes pertenecen al cortejo del Santo Entierro del desaparecido convento franciscano de San Lorenzo Mártir, reconstruido tras el incendio de 1801. Llegaron a la parroquia después que la feligresía ganara el pleito con la parroquia de La Concepción por su posesión tras la desamortización de Mendizábal.
Pero la imagen más destacada de la noche es el Santísimo Cristo a la Columna, una obra hispalense de 1688 realizada por Pedro Roldán, el gran maestro del barroco sevillano. Sin duda, una de las mejores esculturas hispalenses en Canarias, donada al templo parroquial por el canónigo D. Francisco Leonardo Guerra en 1689. Destaca, sobre todo, su perfecta anatomía, en el que el desnudo sólo despierta respeto y decoro. El escultor guiense José Luján Pérez se trasladó a La Orotava atraído por la fama de la talla, quién después de tres días estudiando la talla, gritó "¡Perfecto, perfecto!". Fue este escultor el que realizó la Dolorosa que acompaña cada noche del Jueves Santo al Stmo. Cristo. Es la bella imagen de la Santísima Virgen de Gloria, realizada entre 1799 y 1806 mediante la técnica de lienzos encolados, la mejor representación de María salida de este autor grancanario. La Virgen sale arropada por la Cofradía de Damas de Gloria, quien acompañan y consuelan a María en su dolor por las calles orotavenses. Junto con ellas, la Venerable Esclavitud del Santísimo Cristo a la columna, fundada en 1758, organizan la procesión, que antiguamente discurría, como muchas otras, hasta la calle Viera y entraba en el convento de San Nicolás, realizando posteriormente estación en la Parroquia de la Concepción. Considerado como "imagen prodigiosísima" o "El Diamante", nombres que se le dieron desde su llegada, el Santísimo Cristo está catalogado como "obra excelsa y espléndida de Roldán y la más bella escultura barroca existente en Canarias"

### Viernes Santo
- El Encuentro

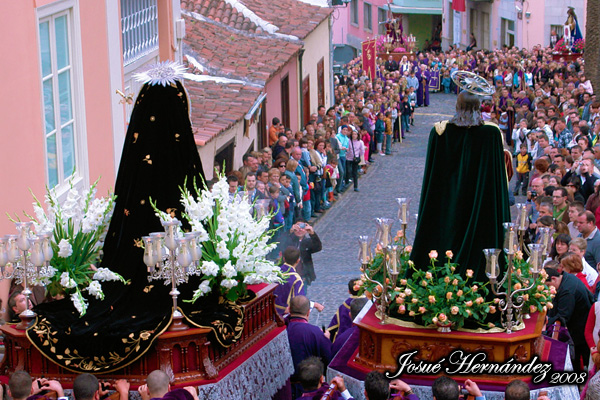
Procesión del Encuentro en la Plaza Patricio García

Tras el Viacrucis que tiene lugar en la parroquia de Santo Domingo de Guzmán. EL cortejo procesional lo componen cinco imágenes: La Verónica, Santa María Magdalena y San Juan son imágenes de candelero del siglo XVIII, reformadas por Cayetano Fuentes Acosta (1818-1863) en el siglo XIX. También de la misma centuria es la imagen de Nuestra Señora de los Dolores, quien luce cada mañana del Viernes Santo un manto de terciopelo negro bordado en oro. La bella imagen de Nuestro Padre Jesús Nazareno es obra del imaginero José Rodríguez de La Oliva del siglo XVIII, que representa a Jesús cargando con la cruz acompañado por el Cirineo. El Nazareno porta una rica túnica de terciopelo morado con bordados en oro y potencias de plata. Cabe destacar también la cruz chapada en nácar, con cantoneras de plata y con los símbolos de la Pasión grabados.
Esta popular procesión es muy peculiar, pues representa el encuentro de la Virgen con su hijo de camino al Calvario. Del templo dominico parten los cinco tronos: La Verónica, Santa María Magdalena, San Juan y la Dolorosa ascienden por la calle Tomás Zerolo (antigua calle del Agua) para continuar por la calle Inocencio García. La Magdalena, en cambio, realiza su itinerario por la calle de la Quinta, para llegar a la Plaza Patricio García, lugar donde se encontrarán las imágenes, por la calle Magistrado Barreda. El Nazareno, en cambio, desciende por la calle Viera para subir por la calle Cólogan.
Una vez llegado el Nazareno a la Plaza, sale a su encuentro Santa María Magdalena. Acto seguido, desciende por la calle Colegio San Juan Evangelista, para realizar su popular carrera para avisar a la Virgen. Mientras, la Verónica procede a limpiar el rostro de Cristo con un paño en el que se quedará grabado el rostro del Nazareno. Finalmente, San Juan y la Dolorosa descienden al mismo paso bajo los sones de "La Madrugá" de Abel Moreno, hasta llegar al encuentro con Cristo. Tras el canto de la Coral y el tradicional sermón, las imágenes vuelven juntas hasta la parroquia de Santo Domingo de Guzmán.
- El Calvario

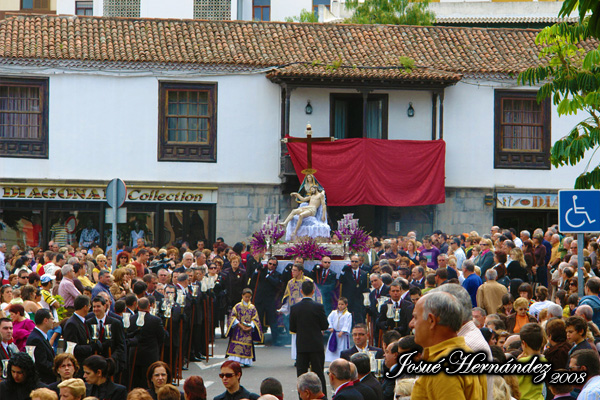
El Santísimo Cristo del Calvario a su paso por el Llano de San Sebastián

A las doce del mediodía, el escudo de armas de la reina Isabel II del estandarte de la Real y Venerable Hermandad de Misericordia del Calvario luce bajo el dintel de la puerta de la ermita. La devoción al Santísimo Cristo del Calvario, al igual que la venerada imagen del Stmo. Cristo a la Columna, sobrepasa los límites del Valle de La Orotava y cuenta con una de las hermandades más numerosas de cuantas desfilan en Semana Santa, fundada por Diego Benítez de Lugo y Monteverde, Marqués de Celada (1801-1879). Destaca el incomparable grupo escultórico del Santísimo Cristo del Calvario, una Piedad realizada en 1814 por el escultor Fernando Estévez, la primera realizada por un escultor canario. En 1861 se integra por primera vez a la Semana Santa Villera como la procesión del Calvario, en la mañana del Viernes Santo.
Del Santuario procesionan los cinco tronos hasta la Parroquia Matriz de la Concepción. Los Santos varones Nicodemo y José de Arimatea son los primeros, ambas son imágenes de candelero del siglo XIX atribuidas al artista palmero Aurelio Carmona López. Les sigue la talla de Santa María Magdalena, atribuida a Nicolás Perdigón Oramas y San Juan Evangelista, ánonimo, ambas del siglo XIX. Estas dos imágenes procesionan en dos elegantes tronos de madera de cedro tallados por el ebanista villero Manuel Martín. El Santísimo Cristo, en cambio, lo hace en un trono de plata meneses, traído de los talleres de Madrid. Desde el año 2010, el cortejo procesional vuelve a recorrer, como antaño, su itinerario por la Plaza de la Constitución, que se había perdido tras la prolongación de la Carrera de Fernando Estévez.
- Santo Entierro

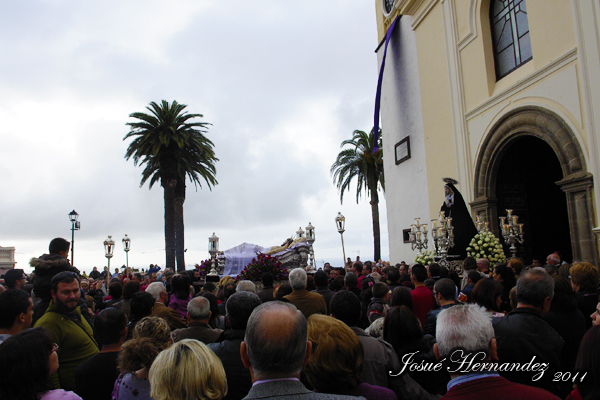
Salida procesional del Santo Entierro

Tras la celebración de la Muerte del Señor, a las 5 de la tarde, todas las miradas giran en torno a la Parroquia de San Juan Bautista, pues en este templo tiene lugar la procesión del Santo Entierro de Cristo. Esta procesión tenía lugar en el Convento de San Lorenzo, desde donde partía hasta la calle Viera, haciendo luego estación en el Templo Matriz y finalizando con la Ceremonia del Entierro en el desaparecido convento clariso de San José. Fue en 1835, donde fueron trasladadas desde el monasterio hasta San Juan tras la desamortización de Mendizábal, junto con otras imágenes como la Virgen del Carmen o San Lorenzo Mártir 
El cortejo procesional lo componen seis imágenes: las dos primeras representan a los Santos Varones Nicodemo y José de Arimatea, anónimas del siglo XVII y de las que destaca, sobre todo, el tallado de sus barbas. Les sigue la bella imagen de Santa María Magdalena, obra de Luján Pérez realizada hacia 1801, y la popular esfigie de "El Enamorado", de Fernando Estévez. Las mismas que procesionan junto al Señor de la Columna en la noche del Jueves Santo. La atención recae en la imagen principal, la talla barroca del Señor Muerto, un cristo crucificado articulado (permitiendo convertirlo en Cristo Yacente) atribuido al escultor Francisco de Ocampo y que llegó de Sevilla a La Orotava a principios de siglo XVII. El cortejo lo cierra la imagen de Nuestra Señora de los Dolores, hermosa obra realizada por Fernando Estévez en 1816.
Tras la sobrecogedora salida, dominada por el silencio y el redoble de los tambores, la procesión recorre las calles de la popular Villa de Arriba hasta llegar a la Iglesia de San Francisco de Asís, situada en el antiguo emplazamiento del cenobio franciscano y donde actualmente se encuentra el Hospital de la Santísima Trinidad, para realizar la tradicional estación y continuar por la Carrera del Escultor Estévez, pasando por la Plaza del Ayuntamiento, para ascender por la angostosa calle León y llegar finalmente a la parroquia de San Juan.
Allí tiene lugar la Ceremonia del Entierro de Cristo, donde es trasladado desde la barroca urna de plata, obra de Pedro Merino y Cairós (1722), hasta el sepulcro de madera dispuesto para el acto.
Cada cinco años, la procesión va precedida de la Ceremonia del Descendimiento, en la que el Cristo crucificado (articulado), se desclava de la cruz y bajar la imagen para ser colocada en su urna, después de haber sido mostrada ante la imagen de la Dolorosa. Ambas ceremonias son presenciadas por numerosos fieles, los cuales desbordan la capacidad del templo.
- Procesión del Retiro

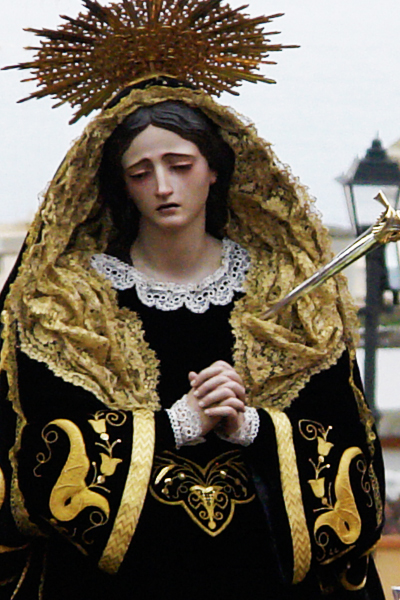
Nuestra Señora de los Dolores (1816), de Fernando Estévez

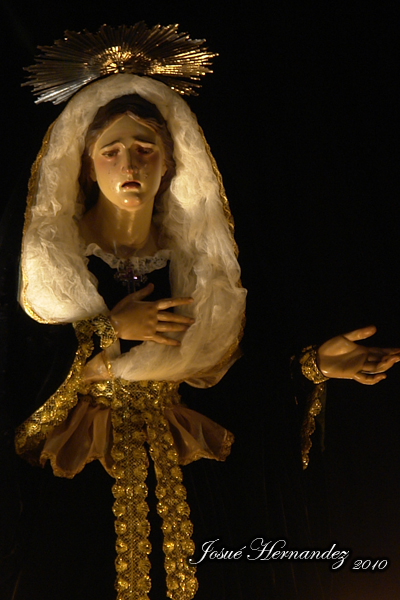
Nuestra Señora de los Dolores, de Luján Pérez

Una vez finalizado el acto del Santo Entierro en la Parroquia de San Juan, se le retira el puñal a la Dolorosa para que, en silencio y a la luz de las velas, ascienda por las calles del Farrobo hasta llegar a la ermita de la Piedad. La talla es la misma que procesiona momentos antes acompañando al Cristo difunto en su largo caminar por las adoquinadas calles de la Villa. Fue realizada por el escultor Fernando Estévez en 1816, por encargo del arquitecto José de Betancourt y Castro, para sustituir a una esfigie anterior que se encontraba muy deteriorada. Aunque se trata de una imagen de candelero que solo tiene talladas la cabeza y las manos, presenta un trabajo escultórico inmejorable, impregnada de una delicadeza suprema y una belleza exquisita, caracterizada por la mesura, contención y elegancia con la que Estévez interpretó el dolor de la Virgen
- Procesión del Silencio

En la Parroquia Matriz tiene lugar el Viernes Santo, casi a medianoche, la procesión del Silencio. Procesión que se celebra desde 1953 y tiene como protagonista a la Dolorosa que procesiona en la tarde del Jueves Santo junto al Cristo de la Misericordia. Esta elegante talla fue realizada a principios de siglo XIX por el escultor José Luján Pérez para responder a la renovación escultórica que llevó a cabo la Cofradía de la Santa Vera Cruz, impulsada por el obispo Tavira en la década de 1790, siendo uno de los trabajos más delicados del escultor de Guía. La procesión, al igual que la del Retiro, se desarrolla en completo silencio, con un gran recogimiento y a oscuras, iluminando el recorrido un gran número de cirios encendidos que acompañan a la Virgen en su solitario caminar.

### Sábado Santo
- Bajada de la Virgen de los Dolores

En la noche del Sábado Santo, la Virgen de los Dolores (la misma que procesiona el Viernes Santo en la procesión del Santo Entierro y en el Retiro) desciende de la ermita de la Piedad hasta la parroquia de San Juan, para comenzar la Vigilia Pascual. Todas las parroquias y muchas Iglesias de La Orotava celebran la Vigilia. Se enciende el cirio pascual, se bendice el agua bendita y, al llegar la medianoche, se proclama la resurrección de Cristo.
- Santísimo Sacramento

Tras la Vigilia Pascual de la Parroquia de San Juan, en la madrugada del Domingo de Resurrección, sale en procesión el Santísimo Sacramento por las calles de la Villa de Arriba, en la custodia de plata sobredorada y pedrería realizada en 1785 por Antonio Agustín Villavicencio, perteneciente al convento agustino de San Cristóbal de La Laguna y que llegó al templo tras la desamortización de Mendizábal

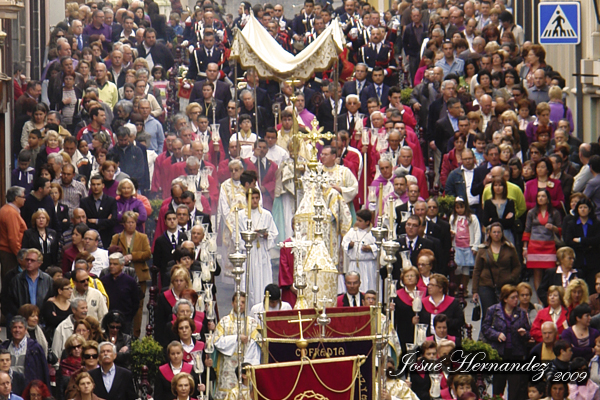
Procesión del Santísimo Sacramento, a su paso por la Carrera del escultor Estévez (año 2011)

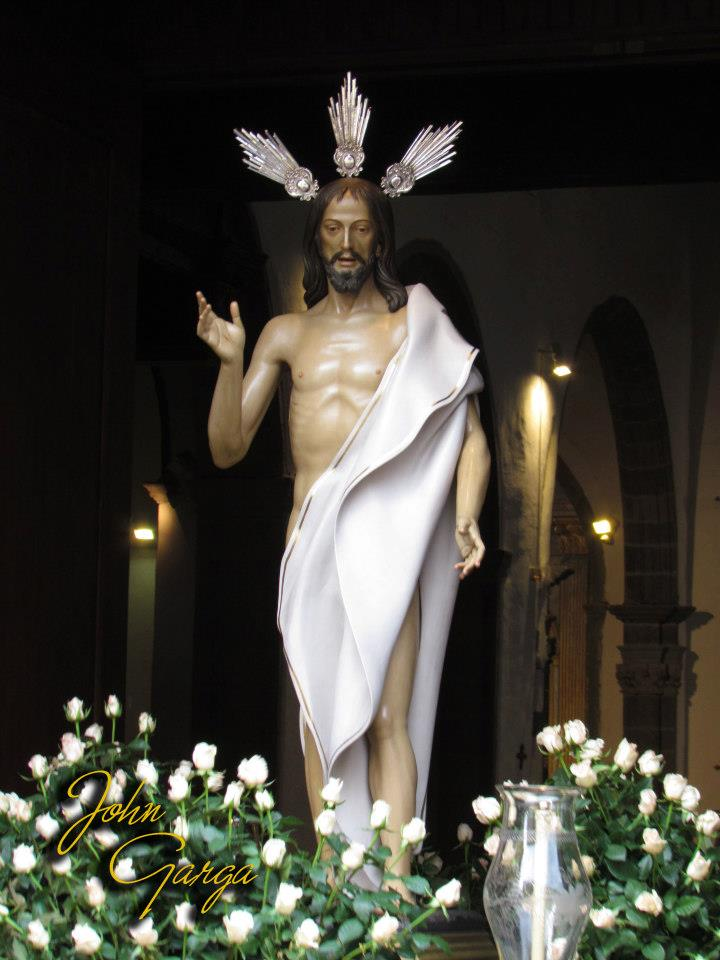
Stmo. Cristo Resucitado. Parroquia de Santo Domingo de Guzmán, La Orotava. Semana Santa 2011

### Domingo de Resurrección
- Santísimo Sacramento

Tras la Solemne celebración de la Eucaristía en la Parroquia Matriz de Nuestra Señora de la Concepción, se realiza la procesión del Santísimo Sacramento por las calles del Casco Histórico. La sagrada hostia es portada bajo palio en la elegante custodia gótica manuelina de plata sobredorada y pedrería, realizada hacia 1520 y atribuida a los talleres portugueses de orfebrería. El cortejo procesional, en el que participan todas las cofradías de la parroquia, discurre por la Plaza Patricio García, la calle Colegio, la Carrera del escultor Fernando Estévez, y las calles Tomás Zerolo e Inocencio García. La lluvia de pétalos, el incienso y el repicar de las campanas marcan, junto a la banda de Cornetas y Tambores de San Juan Bautista y la banda de música de la Agrupación Musical Orotava, un auténtico día de fiesta.
- Resucitado

Antes de que llegue el ocaso, con los últimos rayos de la tarde, el Cristo resucitado parte desde el ex-convento dominico para procesionar por las calles de su feligresía. Ha sido una de las últimas procesiones en incorporarse a la Semana Santa Villera. La talla, obra del escultor Ezequiel de León, representa a Jesús resucitado con el sudario y fue realizada para la Parroquia de Santo Domingo de Guzmán en 1996, presidiendo desde entonces el templo desde la hornacina del retablo del presbiterio. Es la procesión que despide la Semana Santa de La Orotava.